# Saints & Sinners
Saints & Sinners es el sexto álbum de estudio de la banda británica de hard rock Whitesnake, publicado el 20 de noviembre de 1982, bajo Geffen Records en EE. UU. y EMI en Europa.
El disco alcanzó un notable número 9 en el UK Albums Chart.

## Detalles
Este disco es conocido por presentar las versiones originales de  "Crying in the Rain" y el tema cumbre de la banda  "Here I Go Again", los cuales fueron incluidos posteriormente, en versiones más cercanas al heavy metal, en su álbum de 1987, Whitesnake.
Otro aspecto a considerar fueron las caóticas sesiones de grabación, con el abandono de miembros sólo un año más tarde, más los problemas de David Coverdale con su mánager John Coletta, debido a pérdidas de dinero que le achacó en su momento.
A pesar de ello, se le considera un álbum destacado dentro de la discografía de la banda, en el que sobresale la participación de otros dos exmiembros de Deep Purple, Ian Paice en la batería y Jon Lord en los teclados. 
Por otro lado, los guitarristas  Micky Moody y Bernie Marsden tienen un papel fundamental en la interpretación y composición de todos los temas. 
Micky Moody se retiró en diciembre de 1982, luego de la grabación del disco por diferencias con Coverdale. 
El resto de la banda -incluyendo a Bernie Marsden y Neil Murray- se marcharon en 1982, a excepción de Jon Lord y el propio Coverdale.
Sin embargo, tanto Moody como Murray regresaron por un corto período en 1983, para la grabación de Slide It In. Por el contrario, Ian Paice y Bernie Marsden no volverían nunca más a Whitesnake.
Moody ofreció una entrevista en 1997, en la que fue contundente sobre los problemas que afectaban a Whitesnake y las razones de su salida en esos años. 
"Para 1981 las personas se fueron cansando. Habíamos tenido muchas noches demasiado tarde, demasiada fiesta. No estábamos ganando ni de lejos la cantidad de dinero que deberíamos haber estado haciendo. Whitesnake siempre parecía estar en deuda, y pensé '¿qué es esto?, Estamos tocando en algunos de los mayores lugares y aún se dice que estamos en deuda, ¿cuándo llegará todo el dinero?´.  
No habíamos conseguido mucho dinero fuera de la banda y se dijo que había 200.000 libras en deudas, cuando sólo teníamos seis álbumes de oro. No era sólo yo, porque todo el mundo estaba cansado, molesto y perdiendo su sentido de identidad. 
Fue por entonces que no podíamos avanzar. Es difícil para una banda ir más de tres o cuatro años sin cansarse el uno del otro y perder las ideas. Nada dura para siempre. Todo el mundo quería hacer algo diferente después de algunos años, un álbum en solitario o escribir con otra persona".
En el año 2007 Saints & Sinners se reeditó en versión remasterizada con bonus tracks, como gran parte del catálogo de la banda.

## Lista de canciones
| N.º | Título                 | Escritor(es)                                                | Duración |  |
| 1.  | «Young Blood»          | David Coverdale, Bernie Marsden                             | 3:30     |  |
| 2.  | «Rough an' Ready»      | Coverdale, Micky Moody                                      | 2:52     |  |
| 3.  | «Bloody Luxury»        | Coverdale                                                   | 3:23     |  |
| 4.  | «Victim of Love»       | Coverdale                                                   | 3:33     |  |
| 5.  | «Crying in the Rain»   | Coverdale                                                   | 5:59     |  |
| 6.  | «Here I Go Again»      | Coverdale, Marsden                                          | 5:08     |  |
| 7.  | «Love an' Affection»   | Coverdale, Moody                                            | 3:09     |  |
| 8.  | «Rock an' Roll Angels» | Coverdale, Moody                                            | 4:07     |  |
| 9.  | «Dancing Girls»        | Coverdale                                                   | 3:10     |  |
| 10. | «Saints an' Sinners»   | Coverdale, Moody, Marsden, Neil Murray, Jon Lord, Ian Paice | 4:23     |  |

### Bonus tracks 2007
| N.º | Título                                          | Escritor(es)                                   | Duración |  |
| 11. | «Young Blood» (monitor mix/early vocals)        | Coverdale, Marsden                             | 3:30     |  |
| 12. | «Saints an' Sinners» (monitor mix/early vocals) | Coverdale, Moody, Marsden, Murray, Lord, Paice | 4:24     |  |
| 13. | «Soul Survivor» (unfinished, unreleased song)   | Coverdale, Moody, Marsden                      | 3:08     |  |

## Personal
- David Coverdale – Vocales
- Micky Moody - Guitarras
- Bernie Marsden – Guitarras, Coros
- Jon Lord - Teclados
- Neil Murray – Bajo
- Ian Paice – Batería
- Mel Galley – Coros